# Margate
Margate je město v hrabství Kent v Anglii. Nachází se 61 km severovýchodně od Maidstone na pobřeží Thanetu u mysu North Foreland. Zahrnuje také území sídel Cliftonville, Garlinge, Palm Bay a Westbrooku. V roce 2001 v něm žilo 40 386 obyvatel.

## Historie
Město je vzpomínáno nejprve jako Meregate v roce 1264 a poté jako Margate už v roce 1299, ale výslovnost jména se v průběhu let neustále měnila. Odkazuje na místa u moře mezi útesy s hlubší vodou, kam je možno skákat. Především s mořem také souvisí historie města. V 15. století bylo součástí konfederace Cinque ports jako "ruka" Doveru. Od 18. století je spolu s Ramsgate tradičním pobřežním letoviskem pro obyvatele Londýna, když láká především na své písečné pláže. Viktoriánské molo bylo zničeno bouří v roce 1978.
Podobně jako Brighton a Southend proslulo město Margate kvůli nepokojům mezi mody a rockery v 60. letech 20. století a mezi mody a skinheady v 80. letech 20. století.
Od moře je vidět nedaleká větrná elektrárna Thanet Wind Farm dokončená v roce 2010. Blízko přístavu stojí od roku 2011 umělecká galerie Turner Contemporary.

## Sport
V roce 1923 a v letech 1935 až 1939 se ve městě pravidelně konal šachový turnaj za účasti nejlepších hráčů světa. Zvítězili v něm Ernst Grünfeld (1923), Samuel Reshevsky (1935), Salo Flohr (1936), Reuben Fine a Paul Keres (1937), Alexandr Alexandrovič Aljechin (1935) a Paul Keres (1939).